# Florideophycidae
A Florideophyceae, más néven Florideophycidae a vörösmoszatok (Rhodophyta) törzsének egy kládja. Egyik ismert, európai képviselője a tengerpartokon gyakori vörös szarumoszat.

## Felépítés
A Florideophyceae osztályba tartozó moszatok igen fejlettek, telepeik elágazó képleteket növesztenek, amelyek gyakran szár- és levélszerűek. A színtestre jellemző a sejtfalközeli (parietális) elhelyezkedés, általában korong vagy szalag alakja van.

## Rendszerezés
A Saunders és Hommersand féle 2004-es rendszerezés az alábbi taxonokat különbözteti meg a Florideophyceae osztályon belül:
- Hildenbrandiophycidae alosztály
  - Hildenbrandiales rend
- Nemaliophycidae alosztály
  - Acrochaetiales rend
  - Balbianiales rend
  - Balliales rend
  - Batrachospermales rend
  - Colaconematales rend
  - Corallinales rend
  - Nemaliales rend
  - Palmariales rend
  - Rhodogorgonales rend
  - Thoreales rend
- Ahnfeltiophycidae alosztály
  - Ahnfeltiales rend
  - Pihiellales rend
- Rhodymeniophycidae alosztály
  - Bonnemaisoniales rend
  - Ceramiales rend
  - Gelidiales rend
  - Gigartinales rend
  - Gracilariales rend
  - Halymeniales rend
  - Nemastomatales rend
  - Plocamiales rend
  - Rhodymeniales rend